# Miloš Jojić
Miloš Jojić (in serbo Милош Јојић?; Belgrado, 19 marzo 1992) è un calciatore serbo, centrocampista svincolato.

## Carriera

### Club

#### Partizan
Ha fatto il suo debutto ufficiale per il Partizan Belgrado in una partita di campionato contro l'Hajduk Kula il 15 settembre 2012. Il 18 maggio 2013, Jojic ha segnato il gol della vittoria al 90', direttamente da calcio di punizione, contro gli acerrimi rivali della Stella Rossa, sigillando così il sesto titolo consecutivo in campionato della sua squadra.

#### Borussia Dortmund
Il 31 gennaio 2014, Jojic ha firmato un contratto di quattro anni e mezzo con il Borussia Dortmund, il quale ha sborsato circa 2 milioni di euro per l'acquisto del suo cartellino. Compie il suo debutto in maglia giallonera il 15 febbraio 2014, subentrando a Mxit'aryan al 68' del match contro l'Eintracht Frankfurt e trovando dopo soli dodici secondi dal suo ingresso in campo la sua prima rete in Germania.

#### Colonia
Il 5 luglio 2015, si trasferisce al Colonia e decide di indossare la maglia numero 8.

### Nazionale
Ha esordito in nazionale maggiore l'11 ottobre 2013 nell'amichevole contro il Giappone.

## Statistiche

### Presenze e reti nei club
Statistiche aggiornate al 24 gennaio 2019.
| Stagione                   | Squadra                    | Campionato                 | Campionato | Campionato | Coppe nazionali | Coppe nazionali | Coppe nazionali | Coppe continentali | Coppe continentali | Coppe continentali | Altre coppe | Altre coppe | Altre coppe | Totale | Totale |
| Stagione                   | Squadra                    | Comp                       | Pres       | Reti       | Comp            | Pres            | Reti            | Comp               | Pres               | Reti               | Comp        | Pres        | Reti        | Pres   | Reti   |
| -------------------------- | -------------------------- | -------------------------- | ---------- | ---------- | --------------- | --------------- | --------------- | ------------------ | ------------------ | ------------------ | ----------- | ----------- | ----------- | ------ | ------ |
| 2010-2011                  | Zemun                      | PL                         | 30         | 4          | CS              | 2               | 0               | -                  | -                  | -                  | -           | -           | -           | 32     | 4      |
| 2011-2012                  | Zemun                      | PL                         | 30         | 10         | CS              | 1               | 1               | -                  | -                  | -                  | -           | -           | -           | 31     | 11     |
| Totale Zemun               | Totale Zemun               | Totale Zemun               | 60         | 14         |                 | 3               | 1               |                    | -                  | -                  |             | -           | -           | 63     | 15     |
| 2012-2013                  | Partizan                   | SL                         | 20         | 4          | CS              | 1               | 0               | UEL                | 6                  | 0                  | -           | -           | -           | 27     | 4      |
| 2013-gen.2014              | Partizan                   | SL                         | 15         | 6          | CS              | 3               | 0               | UCL+UEL            | 3+2                | 1+0                | -           | -           | -           | 23     | 7      |
| gen.giu.2014               | Borussia Dortmund          | BL                         | 10         | 4          | CG              | 2               | 0               | UCL                | 3                  | 0                  | -           | -           | -           | 15     | 4      |
| 2014-2015                  | Borussia Dortmund          | BL                         | 10         | 0          | CG              | 2               | 0               | UCL                | 2                  | 0                  | SG          | 0           | 0           | 14     | 0      |
| Totale Borussia Dortmund   | Totale Borussia Dortmund   | Totale Borussia Dortmund   | 20         | 4          |                 | 4               | 0               |                    | 5                  | 0                  |             | 0           | 0           | 29     | 4      |
| 2015-2016                  | Colonia                    | BL                         | 15         | 2          | CG              | 2               | 0               | -                  | -                  | -                  | -           | -           | -           | 17     | 2      |
| 2016-2017                  | Colonia                    | BL                         | 19         | 4          | CG              | 2               | 0               | -                  | -                  | -                  | -           | -           | -           | 21     | 4      |
| 2017-2018                  | Colonia                    | BL                         | 25         | 2          | CG              | 3               | 0               | UEL                | 6                  | 1                  | -           | 0           | 0           | 34     | 3      |
| Totale Colonia             | Totale Colonia             | Totale Colonia             | 59         | 8          |                 | 7               | 0               |                    | 6                  | 1                  |             | -           | -           | 72     | 9      |
| 2018-2019                  | İstanbul Başakşehir        | SL                         | 8          | 0          | TK              | 4               | 1               | UEL                | 2                  | 0                  | -           | -           | -           | 14     | 1      |
| 2019-gen.2020              | İstanbul Başakşehir        | SL                         | -          | -          | TK              | -               | -               | UEL                | -                  | -                  | -           | -           | -           | -      | -      |
| Totale Istanbul Basaksehir | Totale Istanbul Basaksehir | Totale Istanbul Basaksehir | 8          | 0          |                 | 4               | 1               |                    | 2                  | 0                  |             | -           | -           | 14     | 1      |
| gen.-giu.2020              | Wolfsberger                | BL                         | 14         | 1          | CA              | 0               | 0               | UEL                | -                  | -                  | -           | -           | -           | 14     | 1      |
| 2020-2021                  | Partizan                   | SL                         | 25         | 4          | CS              | 3               | 0               | -                  | -                  | -                  | -           | -           | -           | 28     | 4      |
| 2021-2022                  | Partizan                   | SL                         | 24         | 6          | CS              | 1               | 0               | UECL               | 15                 | 1                  | -           | -           | -           | 40     | 7      |
| Totale Partizan            | Totale Partizan            | Totale Partizan            | 84         | 20         |                 | 8               | 0               |                    | 26                 | 2                  |             | -           | -           | 118    | 22     |
| Totale carriera            | Totale carriera            | Totale carriera            | 245        | 47         |                 | 26              | 2               |                    | 39                 | 3                  |             | 0           | 0           | 310    | 52     |

### Cronologia delle presenze in nazionale
| Cronologia completa delle presenze e delle reti in nazionale ― Serbia | Cronologia completa delle presenze e delle reti in nazionale ― Serbia | Cronologia completa delle presenze e delle reti in nazionale ― Serbia | Cronologia completa delle presenze e delle reti in nazionale ― Serbia | Cronologia completa delle presenze e delle reti in nazionale ― Serbia | Cronologia completa delle presenze e delle reti in nazionale ― Serbia | Cronologia completa delle presenze e delle reti in nazionale ― Serbia | Cronologia completa delle presenze e delle reti in nazionale ― Serbia |
| Data                                                                  | Città                                                                 | In casa                                                               | Risultato                                                             | Ospiti                                                                | Competizione                                                          | Reti                                                                  | Note                                                                  |
| --------------------------------------------------------------------- | --------------------------------------------------------------------- | --------------------------------------------------------------------- | --------------------------------------------------------------------- | --------------------------------------------------------------------- | --------------------------------------------------------------------- | --------------------------------------------------------------------- | --------------------------------------------------------------------- |
| 11-10-2013                                                            | Novi Sad                                                              | Serbia                                                                | 2 – 0                                                                 | Giappone                                                              | Amichevole                                                            | 1                                                                     | 86’                                                                   |
| 26-5-2014                                                             | Harrison                                                              | Serbia                                                                | 2 – 1                                                                 | Giamaica                                                              | Amichevole                                                            | -                                                                     |                                                                       |
| 31-5-2014                                                             | Bridgeview                                                            | Panama                                                                | 1 – 1                                                                 | Serbia                                                                | Amichevole                                                            | -                                                                     | 61’                                                                   |
| 6-6-2014                                                              | San Paolo                                                             | Brasile                                                               | 1 – 0                                                                 | Serbia                                                                | Amichevole                                                            | -                                                                     |                                                                       |
| 18-11-2014                                                            | La Canea                                                              | Grecia                                                                | 0 – 2                                                                 | Serbia                                                                | Amichevole                                                            | -                                                                     | 66’                                                                   |
| Totale                                                                |                                                                       | Presenze                                                              | 5                                                                     |                                                                       | Reti                                                                  | 1                                                                     |                                                                       |

## Palmarès

### Club

#### Competizioni nazionali
- Supercoppa di Germania: 1

Borussia Dortmund: 2014